# Liste der mexikanischen Kinofilme 1932
Die Liste der mexikanischen Kinofilme des Jahres 1932 führt alle in diesem Jahr in Mexiko gedrehten Langfilme auf. Insgesamt gab es in diesem Jahr sechs mexikanische Produktionen. Die in dieser Liste aufgeführten Informationen basieren auf David E. Wilts Buch „The Mexican Filmography 1916 through 2001“, der die vollständigste Filmographie für Mexiko vorgelegt hat.

## Legende
- Titel: Nennt soweit vorhanden den offiziellen deutschen Filmtitel, andernfalls den spanischen Originaltitel.
- Regisseur: Nennt den Regisseur oder die Regisseure des Films.
- Genre: Nennt die Genrezuordnung.
- Darsteller: Nennt drei Hauptdarsteller.
- Besonderheiten: Führt Besonderheiten und Hintergründe zum Film auf.

## Filmliste
| Titel                                  | Regisseur               | Genre                | Darsteller                                                   | Besonderheiten                                                              |
| -------------------------------------- | ----------------------- | -------------------- | ------------------------------------------------------------ | --------------------------------------------------------------------------- |
| Águilas frente al sol                  | Antonio Moreno          | Abenteuerfilm        | Jorge Lewis Holda Moreno Joaquín Busquets                    |                                                                             |
| El anónimo                             | Fernando de Fuentes     | Melodrama            | Gloria Iturbe Carlos Orellana Julio Villarreal               | Es handelt sich um de Fuentes’ Debüt. Der Film ging verloren.               |
| Mano a mano                            | Arcady Boytler          | Ländliches Melodrama | Carmen Guerrero Franco René Cardona Miguel Ángel Ferriz      |                                                                             |
| Revolución (La sombra de Pancho Villa) | Miguel Contreras Torres | Filmdrama            | Miguel Contreras Torres Luis G. Barreiro Alfredo del Diestro |                                                                             |
| Sobre las olas                         | Miguel Zacarías         | Historienfilm        | Adolfo Girón Carmen Guerrero Franco René Cardona             |                                                                             |
| Una vida por otra                      | John H. Auer            | Melodrama            | Nancy Torres Julio Villarreal Gloria Iturbe                  | Da Auer kein Spanisch sprach, wurde er von Fernando de Fuentes unterstützt. |